# M47 (танк)

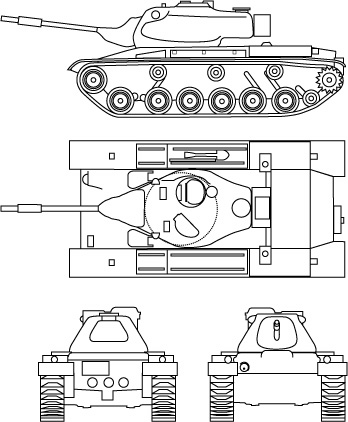
M47

M47 «Паттон II» — модернизированный вариант танка М46, выпускавшийся в США с июня 1951 года (производители — Detroit Tank Arsenal и American Locomotive Co).
По сравнению с предшествующей моделью М46, на M47 были увеличены углы наклона лобовых листов корпуса, установлены инфракрасные приборы наблюдения и обогреватель для экипажа. Литая башня новой конструкции была оснащена модернизированной, более мощной 90-мм пушкой M36, с начальной скоростью снаряда более 900 м/с.
Танки М47 состояли на вооружении армий США, Австрии, Бельгии, Иордании, Испании, Италии, Турции, Франции, ФРГ и Японии.

## История создания и производства

### Производство
Серийное производство узлов и агрегатов, а также сборка танков осуществлялась на следующих предприятиях военно-промышленного комплекса США:
Государственный сектор
- Detroit Arsenal Tank Plant;

Частный сектор
- American Locomotive Company;
- Chrysler Corporation;
- General Motors Corporation;
- Ford Motor Company.

## Модификации танка
- M46E1 — первая (пилотная) модификация, имеющая корпус от М46 с башней типа М42, в которой размещалась 90-мм пушка M36. Предусматривалась возможность установки дополнительной радиостанции, вентилятора, стереоскопического видоискателя. Был произведён всего один экземпляр[2].
- M47 — основная версия, запущенная в серийное производство. Корпус М46 был модифицирован, количество поддерживающих катков с каждой стороны уменьшено с 5 до 3, увеличены глушители на задних крыльях. Всего было произведено 8576 экземпляров[3]
- M47M — танк, прошедший модернизацию в конце 1960-х годов, был оснащён двигателем и средствами управления огнём от M60A1. Количество членов экипажа было сокращено до четырёх человек, место помощника механика отсутствовало: вместо него был размещён дополнительный боекомплект 90-мм снарядов. M47M не состоял на вооружении армии США, однако до 800 шт. были произведены для Ирана и Пакистана[4].
- M47E — вариант M47M для Испании.
- M47ER3 — испанская ремонтно-эвакуационная бронированная машина (всего, в 1994—1996 годы было построено 22 шт.).
- M47M «Sabalan» — иранские M47M, прошедшие модернизацию
- Tiam — иранская модификация с установленной башней от Тип 59.

## Конструкция
M47 имеет классическую компоновку, с расположением моторно-трансмиссионного отделения в кормовой части, а боевого отделения и отделения управления — в лобовой части машины. Экипаж танка состоит из пяти человек: командира, наводчика, заряжающего, механика-водителя и помощника водителя.

### Броневой корпус и башня
Корпус танка несколько изменён в сравнении с танком М46 и состоит из сваренных литых деталей и катаных броневых листов. В передней части крыши корпуса справа и слева расположены люки механика-водителя и его помощника. Внутри корпус танка разделён на три отделения: отделение управления, боевое отделение, а также расположенное в кормовой части корпуса силовое отделение.
Башня танка литая с удлинённой частью на корму. На крыше башни расположены люк заряжающего и командирская башенка с люком.

### Вооружение
Основным вооружением танка является 90-мм танковая пушка M36; ствол пушки — моноблок с навинтным казёнником, дульным тормозом и эжекционным устройством для удаления из канала ствола пороховых газов. Затвор пушки — вертикальный клиновый полуавтоматический. Противооткатные устройства состоят из гидравлического тормоза отката и пружинного накатника. Механизмы наведения пушки имеют электромеханический и ручной приводы. Пульты управления электроприводами расположены у наводчика и командира танка.
Заряжание пушки ручное, выстрелы унитарные.
В качестве вспомогательного вооружения на танке установлены два 7,62-мм пулемёта M1919A4 и один 12,7-мм пулемёт M2HB. Один пулемёт M1919A4 спарен с танковой пушкой; второй, курсовой пулемёт M1919A4 установлен в шаровой установке в лобовой части корпуса танка, крупнокалиберный зенитный пулемёт установлен на штыревой установке перед люком командира.
Боекомплект составляет 71 шт. 90-мм снарядов; 5950 шт. 7,62-мм патронов и 900 шт. 12,7-мм патронов.

### Средства наблюдения
Наблюдение из танка осуществляется смотровыми перископическими приборами M13, M13B1 или M6. Для вождения танка в ночных условиях предусмотрен инфракрасный перископ M19.

### Средства связи
Радиостанция (AN/GRC-3, AN/GRC-4, AN/GRC-5, AN/GRC-6, AN/GRC-7 или AN/GRC-8), ТПУ.

### Двигатель и трансмиссия
Силовая установка — 12-цилиндровый бензиновый двигатель AV-1790-5B «Континенталь» воздушного охлаждения с V-образным расположением цилиндров (мощность — 810 л. с.). Два вентилятора, нагнетающие охлаждающий воздух, установлены в развале цилиндров двигателя и имеют привод от двигателя. Силовая передача — гидродинамическая трансмиссия типа «Кросс-Драйв» CD-850-4. Она представляет собой единый агрегат, состоящий из первичного редуктора, гидротрансформатора, коробки передач и механизма поворота. Коробка передач и механизм поворота управляются одним рычагом, который служит для переключения передач и поворота танка. Силовая передача снабжена устройством, блокирующим гидротрансформатор и обеспечивающим запуск двигателя танка с буксира. Приводы управления — гидравлические. Силовая установка и силовая передача расположены в кормовой части машины.

### Ходовая часть
Ходовая часть танка имеет шесть опорных и три поддерживающих катка с каждой стороны. Подвеска независимая, торсионная, с гидравлическими амортизаторами телескопического типа, установленными на передних и задних опорных катках. Ведущие колеса заднего расположения. Между ведущим колесом и задним опорным катком установлен натяжной ролик. Гусеницы с резино-металлическими шарнирами, сварными траками.

## Навесное оборудование
- M3 — землеройный бульдозерный обвес для серии М47.
- M6 — землеройный бульдозерный обвес для серии М47.

## Машины на базе M47
- В Пакистане, на паровозостроительном заводе в городе Могхалпур (провинция Пенджаб) производятся мостоукладчики на базе танков M47M «Паттон», ранее поставленных в Пакистан из США[6]

## На вооружении
- Иордания — было приобретено 49
- Сомалиленд
- Хорватия — около 20 было получено после 1992 года, 16 оставались на вооружении до 1996 года, по меньшей мере 1 находился на вооружении в 2011 году[7].

### Сняты с вооружения

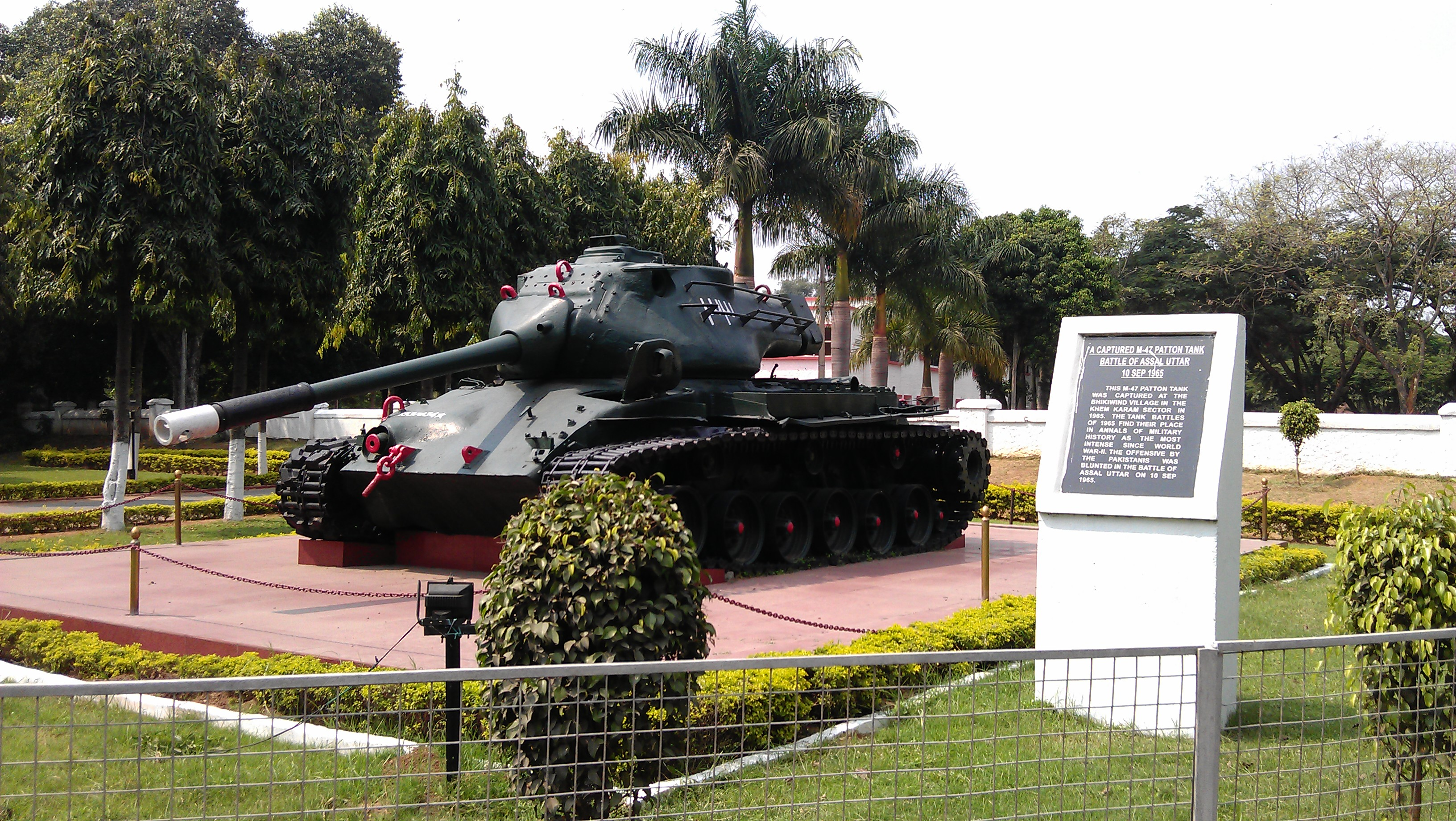
Трофейный пакистанский M47 в военном музее в Индии

- Австрия — имелось 147, сняты с вооружения;
- Бельгия — имелось 784, сняты с вооружения;
- Греция
- Ирак — все уничтожены или списаны.
- Иран — 168 (включая M48)
- Испания — всего получено 389
- Италия — строились по лицензии концерном OTO Melara
- Кипр — один (трофейный) экземпляр, состоял на вооружении с 1974 до 1993 года.
- Нидерланды
- Пакистан
- Португалия
- Саудовская Аравия
- США
- Турция — имелось 1347 танков, полученных по программам военной помощи из США и ФРГ, были сняты с вооружения, использовались в качестве мишени для наземных стрельб и атак с воздуха, затем были отправлены в металлолом. Один танк превращён в памятник, ещё один находится в музее.
- Франция — с 1953 года было поставлено 856 единиц. Танки оставались на вооружении до начала 1970-х, пока не были заменены на французские AMX-30. В военных учебных заведениях оставались встрою до 1980-х годов.
- ФРГ — в 1956 году M47 начали поступать на вооружение бундесвера, в конце 1965 года началась их замена на танки других типов[8]
- Чили — использовался во время событий 1973 года;
- Югославия — 319 было получено в 1951—1958 гг. по программе военной помощи из США[9].
- Южная Корея — всего поставлено 531 танка, списанные в 2006—2007 гг.
- Япония — 1 танк был приобретён для изучения.

## Боевое применение

### Восточная Европа
24 мая 1953 года во время учений на границе с Чехословакией пропало 3 новейших американских танка M47 Patton. Американские источники предположили, что танки пересекли чехословацкую границу и были захвачены коммунистами.

### Суэцкий кризис
8-й французский бронетанковый полк поддерживал огнём воздушно-десантные войска.

### Вторая индо-пакистанская война
Первым крупным конфликтом с участием M47 стала Индо-пакистанская война 1965 года. Всего к этому времени Пакистан получил 347 танков M47 из которых 230 было задействовано в конфликте. М47 состояли на вооружении 1-й и 6-й бронетанковых дивизий СВ Пакистана.
Танки начали активно применяться с начала сентября. 8 сентября пакистанцы подготовили крупное наступление, во главе которого должна была идти 1-я бронетанковая дивизия. Утром один из эшелонов, перевозящий боеприпасы 1-й дивизии был уничтожен индийскими самолётами, были уничтожены 4 танка, 60 грузовиков и все боеприпасы, что оказало влияние на дальнейший бой. В период 8-10 сентября произошло крупнейшее танковое сражение этой войны. Части пакистанской 1-й бронетанковой дивизии (264 M47, M48 и лёгких M24) перешли границу и захватили индийский населённый пункт Кхем-Каран. Обнаружив выдвижение противника, индийские войска (135 танков «Центурион», «Шерман» и лёгких AMX-13) подготовили оборону в холмистой местности. Атака пакистанских танков на индийские позиции при Асал-Уттаре завершилась провалом — 97 пакистанских танков было уничтожено и захвачено, в основном Паттонов, индийцы потеряли 32 танка, в основном Шерманов. Пакистанцы прозвали Асал-Уттар «кладбище Паттонов».
После Асал-Уттара индийская 1-я бронетанковая дивизия начала контрнаступление в направлении Филлуры. Город оборонялся пакистанской 6-й бронетанковой дивизией. С 10 по 11 сентября в результате танкового сражения индийцам удалось разгромить пакистанцев и захватить Филлуру. Пакистанцы потеряли 67 танков, в основном M47, уничтожив 12 «Центурионов» и 6 «Шерманов».
Дальнейшее наступление индийцев в направлении Чавинды пакистанцам удалось остановить.

### Шестидневная война
Применялись иорданской стороной. К началу войны Иордания имела 49 танков M47 «Паттон» в составе 12-го отдельного танкового полка. В ходе сражений с израильской армией у Иордании осталось только восемь M47. На счету иорданских танкистов больше 20 израильских Шерманов. Подбитые и брошенные M47, израильтяне захватывать и принимать себе на вооружение не стали. Лишь несколько танков были завезены в Израиль в качестве памятников.

### Третья индо-пакистанская война
Пакистанские танки M47 принимали участие в крупнейшем танковом сражении войны — битве за выступ Шакаргарх. В ходе него были встречи их с индийскими Т-55 у Кот Найна и «Центурионами» у реки Басантар. В обоих случаях пакистанцы потерпели тяжёлое поражение.

### Турецкое вторжение на Кипр
Турецкая армия задействовала для вторжения около 110 танков M47, в составе 28-го и 39-го отдельных танковых батальонов. Вторжение началось днём 20 июля 1974 года, в составе передовой группы из 15 M47 39-го батальона. 22 июля вторая волна турецкого десанта начала наступление на Киринию. Первая линия обороняющихся возле аэропорта Никосия огнём 106 мм и 57 мм безоткатных орудий уничтожила два M47, но была прорвана. К концу дня турецкие танки прорвались в город, при этом один «Паттон» был подбит противотанковой ракетой. Взяв город, турецкие танкисты припарковали два M47 возле средневековой крепости и пошли на обед, не догадываясь что крепость была под контролем греков-киприотов. Воспользовавшись моментом греки бросили в открытые люки гранаты и оба танка взорвались. На следующий день кипрскими войсками возле аэропорта была отбита атака двух M47, оба танка были уничтожены «супербазуками».
1 августа возле деревни Каравас на севере Киринии один «Паттон» был уничтожен ракетой «Шмель». 2 августа «Паттоны» 28-го батальона взяли штурмом холм 1024 и стали продолжать движение. На холме Корнос турецкая колонна попала в засаду, передний танк и последний БТР были уничтожены сразу, сковав движение колонны, после чего начали отступление оставив заблокированные ещё один M47 и один БТР. Греки-киприоты сразу взяли трофейные машины в свой состав. 6 августа 28-я дивизия турок начала масштабное наступление на Каравас, к ночи все греки-киприоты отступили, при этом было потеряно два «Паттона» уничтоженных огнём безоткатных орудий.
14 августа 39-й батальон, совместно с частями 28-го и несколькими танками M48 5-й бригады начали крупномасштабное наступление на восточном направлении и достигли Мия Милии на севере Никосии. Район оборонялся греческой пехотой и несколькими пушками Six-pounder. Увидев танки турок, многие расчёты пушек бежали с поля боя не сделав ни одного выстрела. Сражаясь с оставшимися войсками турецкие танки уничтожили 150—200 греческих солдат, потеряв только 30 — 40 человек убитыми и ни одного танка. 15 августа турецкие танки вошли в Фамагусту, в итоге пройдя за два дня 80 километров. В этот же день на западном направлении, два турецких батальона парашютистов, при поддержке двух рот M47 (30—35 танков) атаковали греческие в Скиллуре, обороняющейся пятью ротами пехоты и одним танком M47, захваченным и введённым в строй 2 августа. На подступах к деревне один турецкий «Паттон» был уничтожен огнём 106 мм безоткатного орудия, после чего населённый пункт оказался в окружении. Греки решили вывести из деревни свой единственный танк, надеясь что турки примут танк за свой. Обман сработал и турецкие войска посчитали что ещё один танк присоединился к атаке. В течение двух часов ехал в их составе и стрелял в спину турецким «Паттонам». Турки так и не поняли откуда ведётся огонь. Оставив на поле боя семь уничтоженных «Паттонов», «троянский» M47 успешно вышел на позиции к своим. На севере возле Лапитоса греки-киприоты в результате засады захватили ещё один M47 и обстреливали с помощью него турецкие войска, пока, отступая, танк не пришлось уничтожить экипажу. 16 августа, в ночном танковом бою на севере Никосии, один M47 был уничтожен огнём греческого Т-34-85. Этот бой стал последним с участием танков, и вторым непосредственно между танками. Всего в ходе войны турки потеряли 21 танк M47.

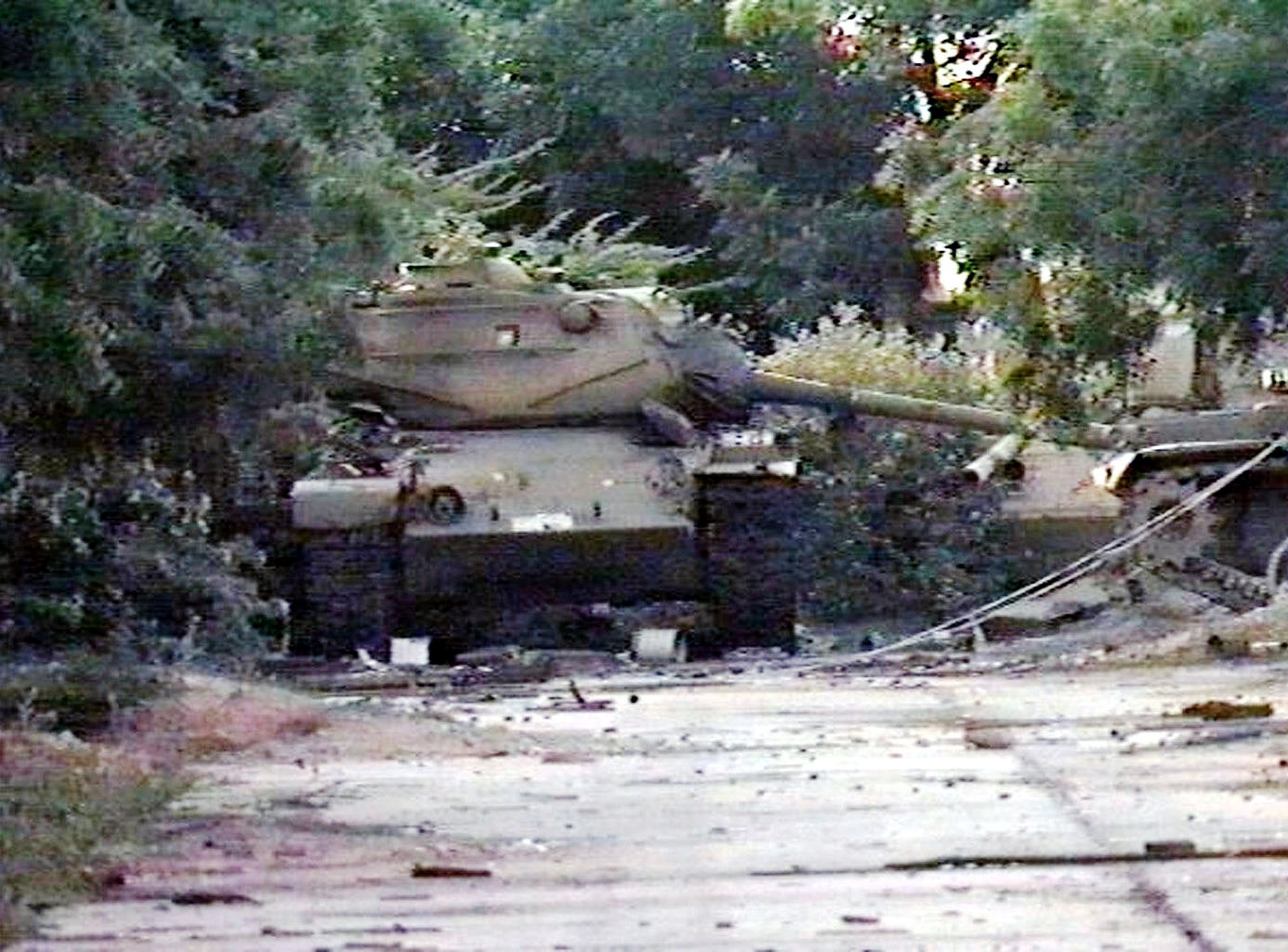
Сомалийские танки M47, подбитые во время сражения за Могадишо

### Война за Огаден
Всего в Эфиопию было поставлено 30 танков M47, которые встали на вооружение двух рот. Эфиопская армия вела бои с сепаратистами в Эритрее и Огадене, а также имела прямые боевые столкновения с армией Сомали.
Эфиопские M47 участвовали в боях с сомалийскими танками, где потерпели поражение. Только в 1977 году в боях за Джиджигу сомалийские Т-54/55 уничтожили как минимум 14 танков M47.
Эфиопы потеряли 24 из 30 танков M47.
По данным официального американского источника Объединенная служба исследований публикаций Советский Союз в то время у западных стран купил 150 танков M47 Patton, и в конце 1977 года эти танки советской стороной были доставлены в Эфиопию.

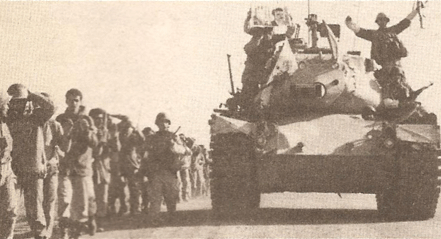
Ополченцы МЕК на иранском танке M47, захваченном в ходе операции «Блестящее солнце»

### Ирано-иракская война
Всего США поставили Ирану 400 танков M47. Перед началом войны имелось 160 боеготовых танков M47M, ещё около 175 танков проходили ремонт и модернизацию. Куда делись 70 иранских M47 точно неизвестно, они могли быть списаны, но также есть информация что в 1971 году Иран отправил 70 этих танков Пакистану для восполнения потерь в войне. Иранские M47 состояли на вооружении бронетанковой бригады 77-й пехотной дивизии, которая перед началом войны располагалась на границе с Ираком.
Большое количество иранских М47 было захвачено иракцами в качестве трофеев. 10 ноября 1980 года Ирак устроил выставку трофейной техники на которой было 11 танков M47. В июле 1982 года иранские M47 участвовали в боях под Басрой. Также иранская армия вела борьбу с иранскими партизанами (МЕК). 28 марта 1988 года МЕК начала операцию «Блестящее солнце». В ходе боёв был захвачен город Шух, который обороняла 77-я пехотная дивизия. 9 M47 было уничтожено и 4 захвачено. В 1988 году Ирак продал больше 50 трофейных M47.
Трофейные M47 оставались на вооружение Ирака как минимум до 1992 года.

### Война против курдов
Турция в 80-е и 90-е года использовала «Паттоны» для борьбы с курдами на своей территории и на территории Ирака.

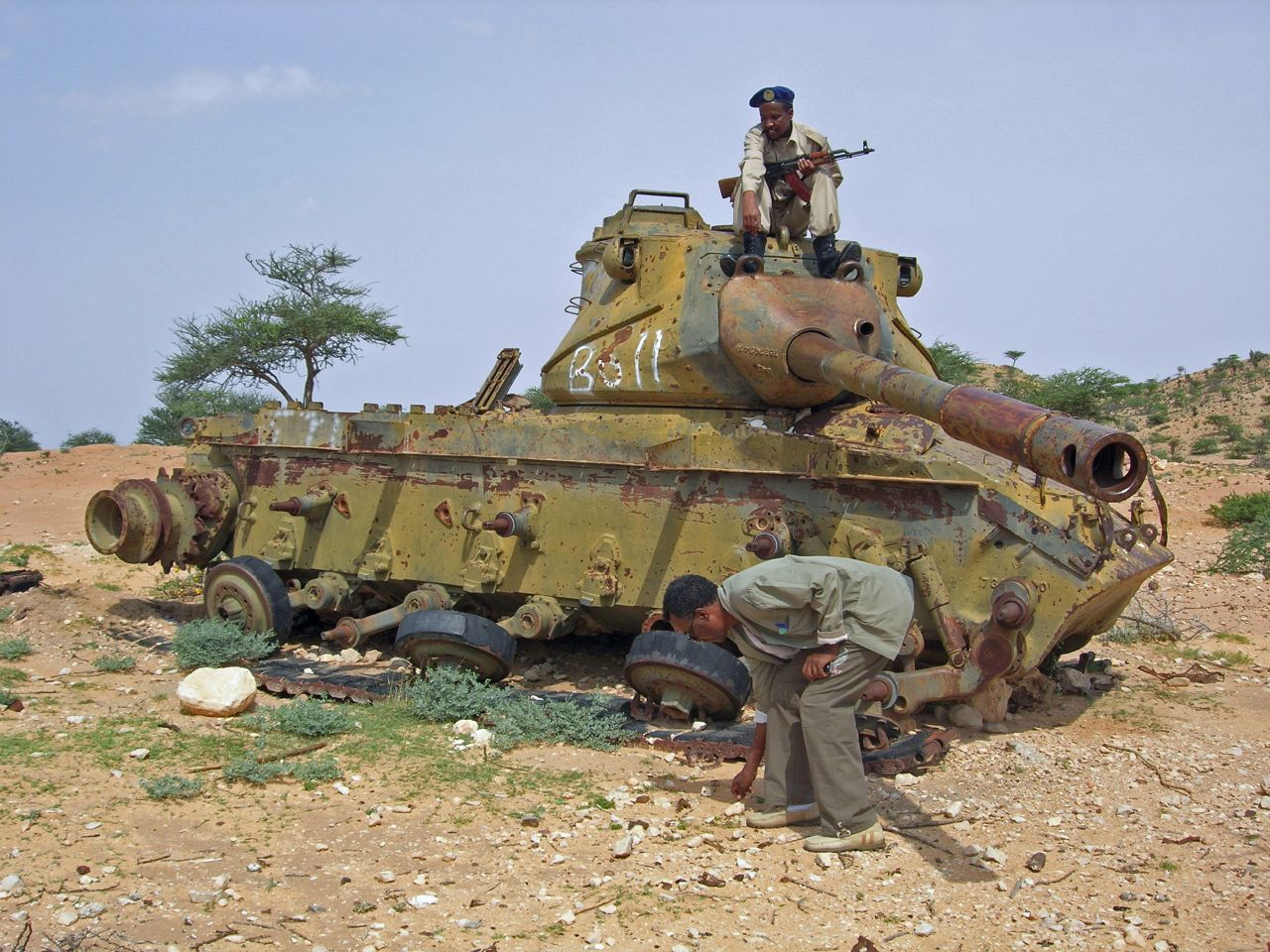
Уничтоженный M47 в Сомали.

### Гражданская война в Югославии/Война в Хорватии
Применялись Хорватией. Хорватские M47 плохо себя показали в боях против сербских Т-55.

### Гражданская война в Сомали
В 1983 году Италия поставила Сомали 100 танков M47, ещё 25 M47 передала Саудовская Аравия. Они очень активно применялись в ходе гражданской войны в Сомали. Известный бой с их участием произошёл 6 января 1993 года во время сражения за Могадишо. Это был единственный бой в котором против американских сил применилась тяжёлая бронетехника. В результате боя было уничтожено, либо захвачено 4 сомалийских танка M47 и 13 бронетранспортёров.

## M47 в компьютерных играх
- M47 Patton II представлен в ММО War Thunder, где является одной из наиболее совершенных машин класса средних танков. Также в игре присутствует итальянская модификация M47 (105/55) с современной европейской 105-мм пушкой L7.
- В ММО World of Tanks присутствует вымышленная модификация M47 Iron Arnie, по дизайну схожая на M48 Super.

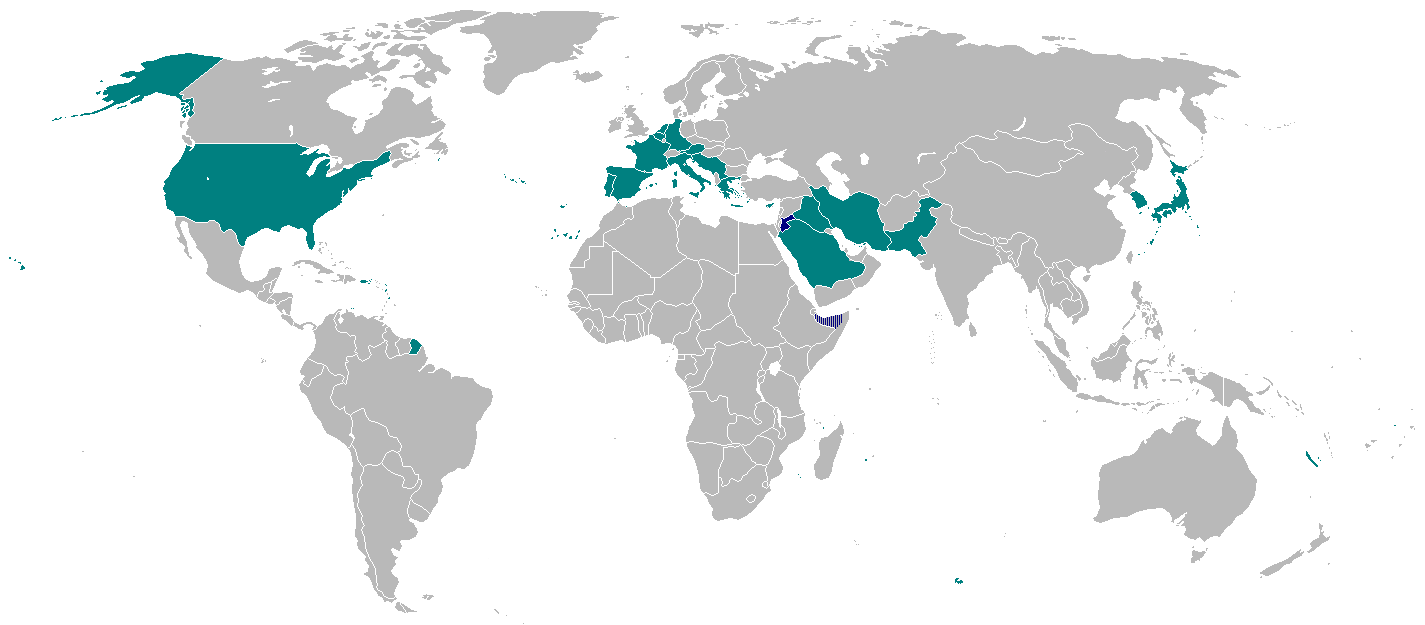
Ранее использовавшие М47 страны показаны бирюзовым. Страны, на вооружении у которых состоит танк, показаны тёмно-синим.